# Eishockey in Deutschland
| Eishockey in Deutschland                                                                   | Eishockey in Deutschland                                                                       |
| ------------------------------------------------------------------------------------------ | ---------------------------------------------------------------------------------------------- |
|                                                                                            |                                                                                                |
| Verband:                                                                                   | Deutscher Eishockey-Bund                                                                       |
| Gründung:                                                                                  | 1963 (Bis 1962 im DEV organisiert)                                                             |
| IIHF-Beitritt:                                                                             | 11. September 1909                                                                             |
| Bemerkungen:                                                                               | 1920–1926 und 1946–1951 aus der LIHG ausgeschlossen 1954–1990 DDR eigenständiges IIHF-Mitglied |
| Deutsche Eishockeynationalmannschaft                                                       |                                                                                                |
| 1. Länderspiel:                                                                            | Januar 1910 in Chamonix gegen Frankreich (2:4)                                                 |
| 1. EM-Teilnahme:                                                                           | 1910                                                                                           |
| 1. WM-Teilnahme:                                                                           | 1930                                                                                           |
| 1. OL-Teilnahme:                                                                           | 1928                                                                                           |
| Medaillengewinne:                                                                          |                                                                                                |
| EM: 2 × Gold, 4 × Silber, 7 × Bronze WM: 3 × Silber, 2 × Bronze OL: 1 × Silber, 2 × Bronze |                                                                                                |
| 1. Meisterschaft:                                                                          | 1912                                                                                           |
| 1. Landesmeister:                                                                          | Berliner Schlittschuhclub                                                                      |
| Rekordmeister:                                                                             | Berliner Schlittschuhclub (19 + 1 ×)                                                           |

Eishockey ist in Deutschland eine der beliebtesten Mannschaftssportarten, die in der Zuschauergunst der reinen Mannschaftssportarten hinter Fußball und Handball rangiert. Der Eishockeysport wird in Deutschland vom Deutschen Eishockey-Bund (DEB) als zuständigen Sportverband in Deutschland und Mitgliedsverband der Internationalen Eishockey-Föderation (IIHF) vertreten. Laut IIHF gibt es in Deutschland 21.366 registrierte Spieler und Spielerinnen, womit weltweit der 9. Rang eingenommen wird.
Der Spielbetrieb wird einerseits durch die Profiligen Deutsche Eishockey Liga (DEL) und DEL2, andererseits für die Deutsche Frauen Eishockey Liga (DFEL), untere Ligen und Nachwuchs durch den DEB und die Landeseissportverbände durchgeführt. Der DEB organisiert auch die deutschen Eishockeynationalmannschaften, die in der Weltrangliste auf Platz 5 bei den Männern (Stand nach WM 2021) und Platz 8 bei den Frauen (Stand nach Frauen-WM 2021) stehen.

## Geschichte

### Die ersten Jahre

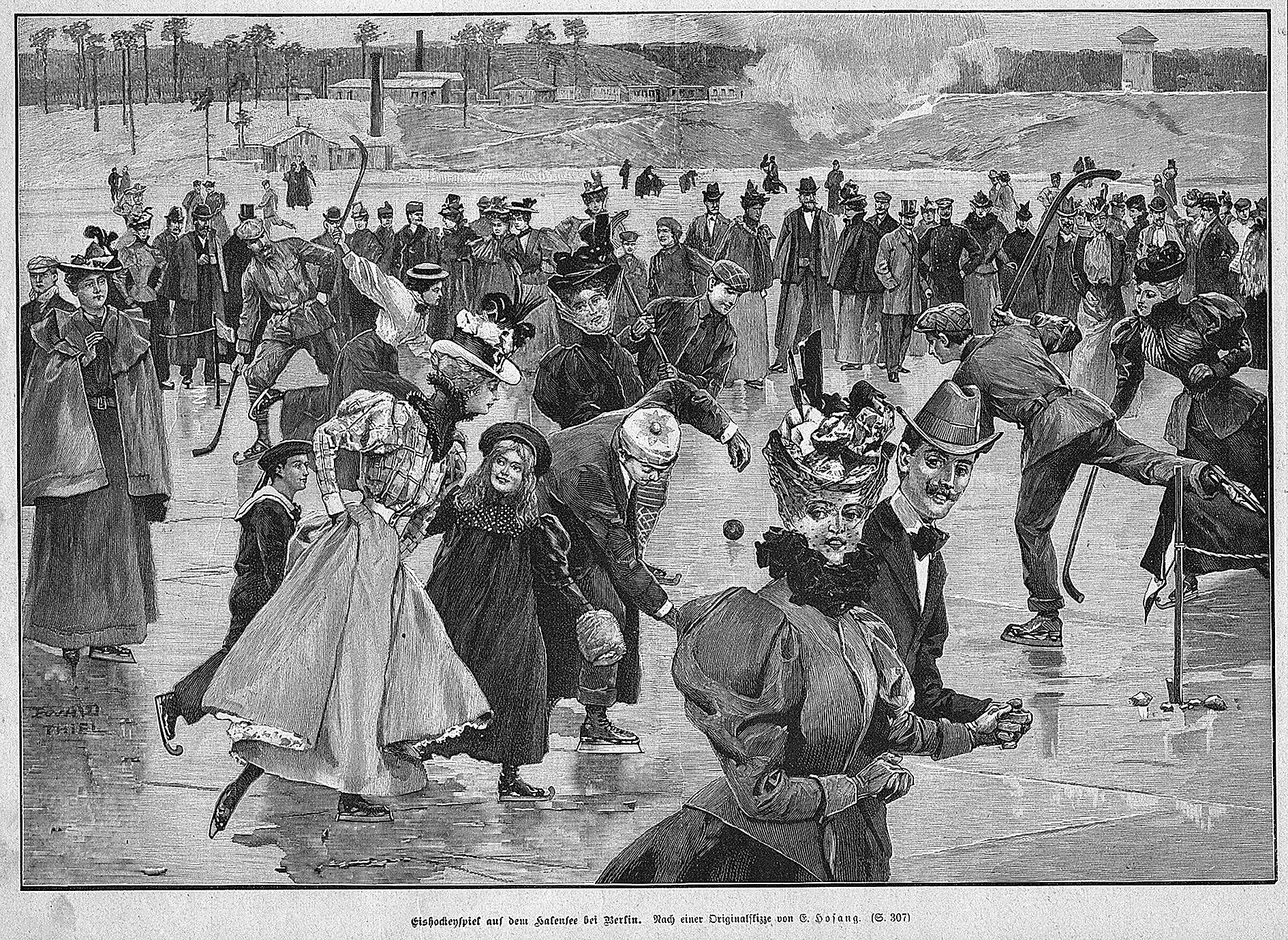
Eishockey auf dem Halensee, 1898

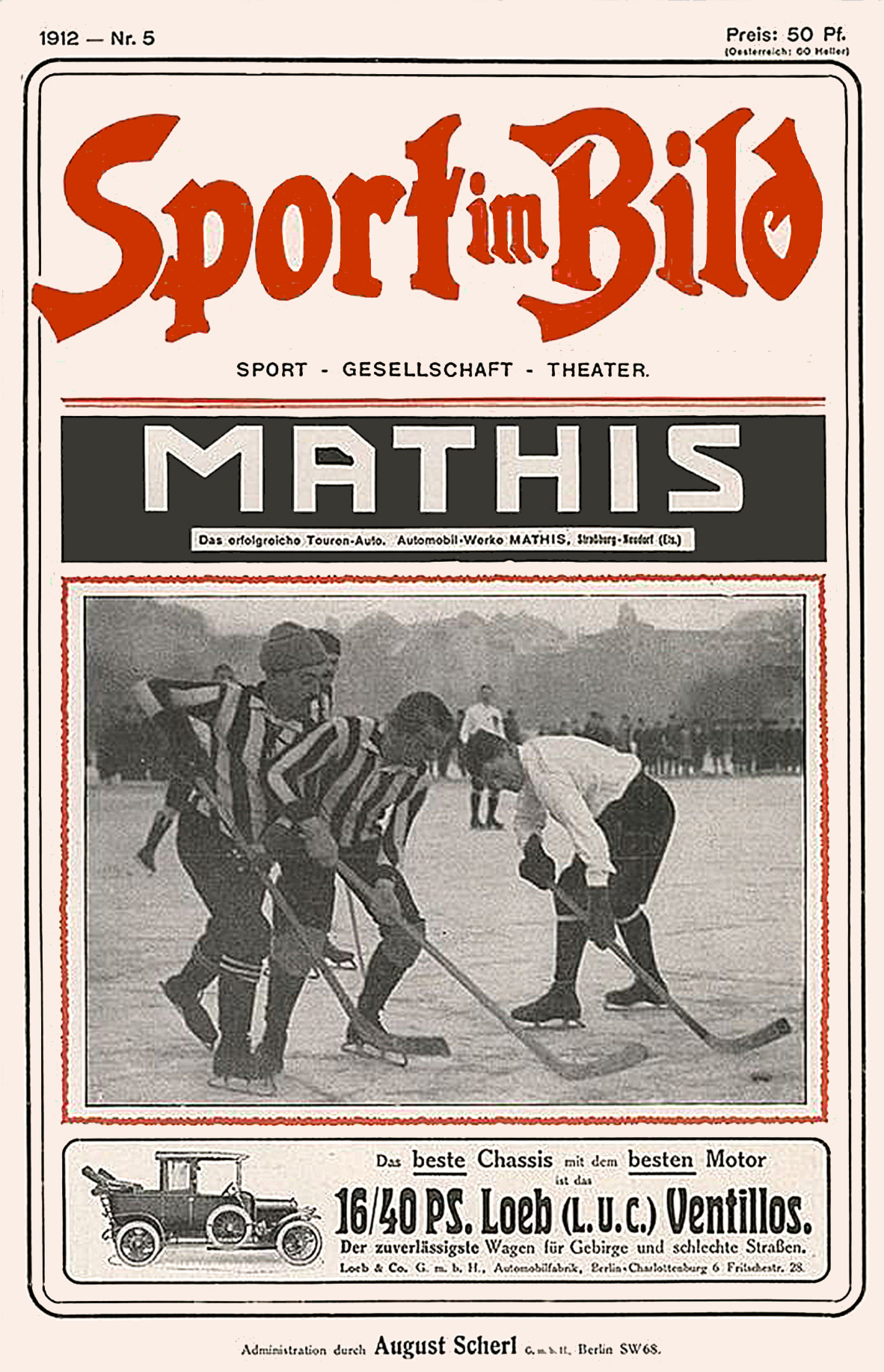
Eine Sportzeitschrift aus dem Jahr 1912

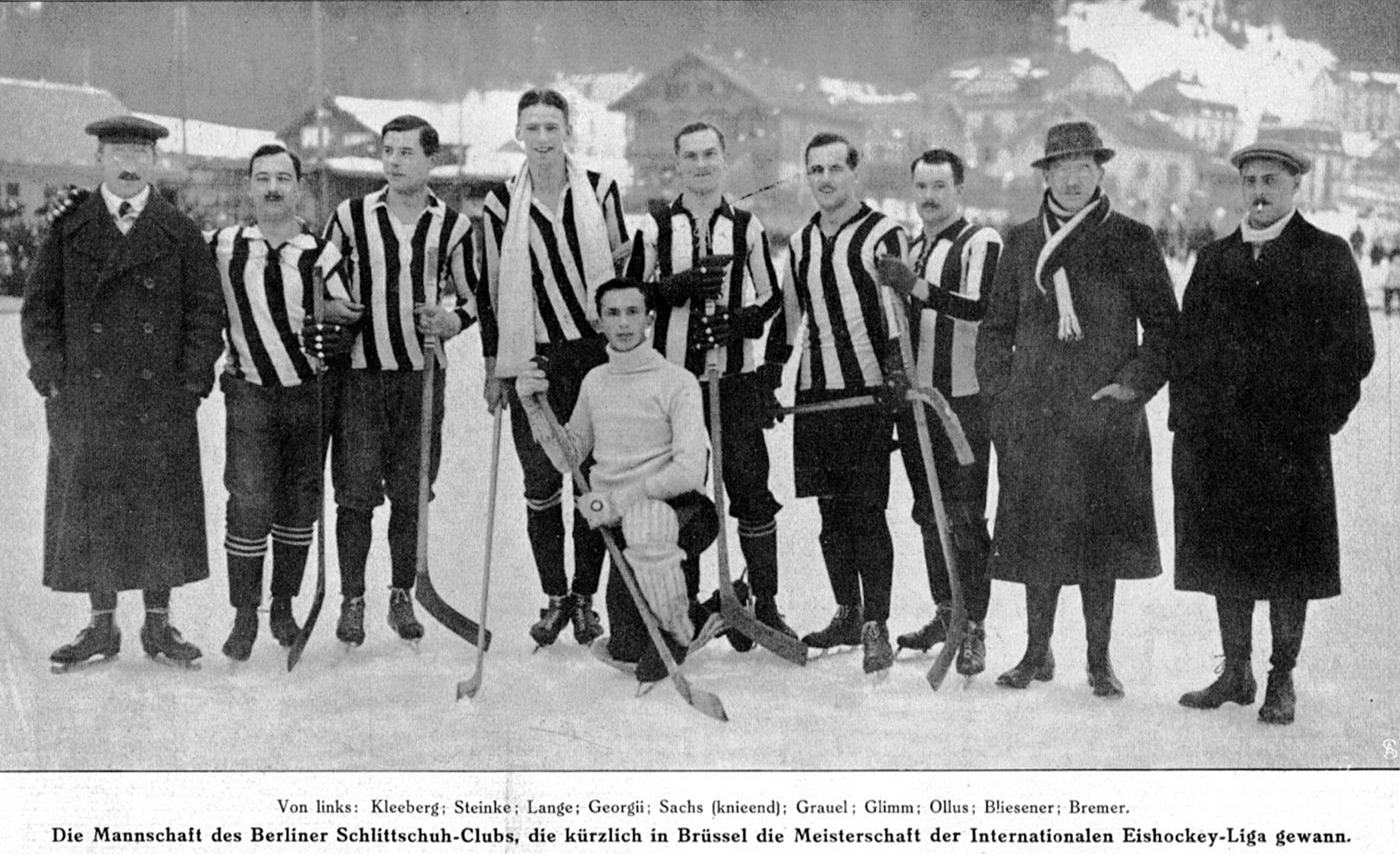
Eishockeymannschaft des Berliner Schlittschuhclub, 1912

Als wesentliche technische Grundlage kann die Erfindung der Kunsteisbahn gelten. Die erste Kunsteisbahn in Deutschland (und dritte weltweit, nach London und New York) war 520 m² groß und eröffnete 1881 in Frankfurt am Main im Rahmen einer Patentausstellung. Sie war jedoch nur knapp drei Monate in Betrieb. Erst zehn Jahre später eröffnete ebenfalls in Frankfurt die erste permanente künstliche Eisbahn.
Das erste verzeichnete Eishockeyspiel in Deutschland datiert auf den 4. Februar 1897, als auf dem Halensee in Charlottenburg, der Akademische Sport Club Berlin gegen eine gemischte Berliner Mannschaft mit 11:4 gewann. Schon Mitte der 1890er-Jahre wurde die Sportart in einer Zeitschrift beschrieben. Eine Rezension von 1901 kritisiert das Buch „Sportspiele im Freien“, dass mit „Tennis, Krocket, Hockey, Eishockey, Golf und Fussball [dass] rein sportlichen Betrieb nach ausländischer Weise bevorzugent [wird]“ und spielt darauf an, dass es schon ähnliche heimische Spiele gab.
Bis kurz nach 1900 wurde Eishockey in Deutschland vorwiegend mit einem Ball gespielt. Auch die Schläger ähnelten noch stark solchen, wie sie beim Feldhockey oder beim Bandy benutzt wurden. Insgesamt war die Nähe zum Bandy in den ersten Jahren noch sehr groß, das Eishockey nach kanadischen Regeln mit beidhändig geführtem Schläger und einem Puck wurde kaum gespielt. Dies änderte sich aufgrund der Initiative des seit 1906 für den Akademischen Sportclub 1906 Dresden in der Bandymannschaft aktiven US-amerikanisch-kanadischen Spielers Charles Hartley. Beim Bandyspiel wunderte er sich über die Regeln, wonach es damals unter anderem verboten war, den Ball wie einen Puck am Schläger zu führen und den Schläger mit beiden Händen zu halten. Etwa um 1907 bat er daher einen Freund aus Toronto, ihm Eishockeyschläger und Pucks zu schicken, um seine Teamkollegen damit auszurüsten. In den nächsten Jahren baute Hartley das Eishockeyspiel nach kanadischen Regeln in Deutschland mit auf, indem er mit dem ASC Dresden bei verschiedenen Eishockeyturnieren antrat.
Der Deutsche Eissport-Verband wurde schließlich in Berlin gegründet, ab 1908 war der Eishockeysport eine Sektion dieses Verbandes. Am 19. September 1909 trat der Verband als sechster Landesverband der „Ligue International de Hockey sur Glace“ (LIHG) bei.
1910 wurden erstmals „Die Regeln des Eishockeyspiels“ vom Deutschen Eislauf-Verband angenommen, die neben Regeln für „Eishockey mit dem Ball“ auch erstmals Regeln für „Eishockey mit der Scheibe“ beinhalteten. Noch in den 1920er Jahren produzierte das Frankfurter Unternehmen Mitteldeutsche Gummiwarenfabrik Louis Peter AG neben Eishockey-Pucks auch „Eishockey-Bälle“. Eine endgültige Trennung und verbandsmäßige Zuordnung der beiden Eishockeyvarianten mit dem Ball und mit der Scheibe erfolgte erst im Jahr 1914. Auf einer Sitzung des Wettkampf-Ausschusses des Deutschen Reichsausschusses für Olympische Spiele am 14. Januar 1914 wurde bekannt gegeben, dass zwischen dem Deutschen Hockey-Bund und dem Deutschen Eislaufverband eine Einigung über den Eishockeybetrieb getroffen wurde. Demzufolge unterstand ab diesem Zeitpunkt das mit der Scheibe gespielte Eishockey der Leitung des Deutschen Eislaufverbandes und das mit der Kugel gespielte Eishockey der Leitung des Deutschen Hockey-Bundes.
Nach dem ersten Spiel 1897 in Berlin dauerte es nur wenige Jahre, bis die ersten Berliner Stadtmeisterschaften ausgespielt wurden. 1910 nahmen schon zehn Teams an der Stadtliga teil. Der Berliner Schlittschuhclub, der spätere deutsche Rekordmeister, gewann diese Meisterschaft vor dem BFC Preussen. Die weiteren Teilnehmer der Stadtliga waren der Sportclub Berlin, der Berliner Eislaufverein 1904, der BTuFC Britannia, der Berliner EV 1886, der Hockey Club Berlin, der Sportklub Komet, der SC Charlottenburg und der Eislauf Verein Berlin.
Nach Berlin folgten weitere Großstädte wie Dresden, Leipzig, Hannover, Nürnberg, München und Hamburg, aber auch kleinere Orte mit Eisbahnen, wie z. B. der Harzort Schierke, in denen schon vor dem Ersten Weltkrieg Eishockey gespielt wurde. Nach dem Ersten Weltkrieg folgten vor allem die süddeutschen Gebiete in Bayern und Teilen Baden-Württembergs als „Hochburgen“ der neuen Sportart.
Eine deutsche Eishockeynationalmannschaft trat erstmals in der Vorbereitung zur Eishockey-Europameisterschaft im Januar 1910 auf und verlor das erste Spiel gegen Frankreich mit 2:4. Bei der ersten Europameisterschaft in Les Avants wurde schließlich am 18. Januar 1910 das erste Pflichtspiel gegen Großbritannien mit 0:1 verloren, ehe zwei Tage später gegen Belgien mit 5:4 der erste Sieg erfolgte. Im Kader standen vor allem Spieler aus Berlin, da es dort die meisten Mannschaften gab.
1912 fand in Berlin die erste Meisterschaft mit Teams aus ganz Deutschland statt, die der Berliner Schlittschuhclub gewinnen konnte. Im Jahr zuvor war die Stadt schon Austragungsort der zweiten Europameisterschaften, und wäre nicht der Erste Weltkrieg dazwischengekommen, hätte 1916 das erste olympische Eishockeyturnier auch in Berlin stattgefunden.
Ebenso wie Tennis war die Ausübung des Eishockeysports aus materiellen Gründen für große Teile der Bevölkerung nicht möglich, dies änderte sich in der Weimarer Republik.
Bis in die 1920er Jahre wurde Eishockey auch als „Eistreibball“ – analog zu „Treibball“ für Hockey – und als „Eishocken“ bezeichnet.

### Sperre und Wiederaufnahme nach den Weltkriegen

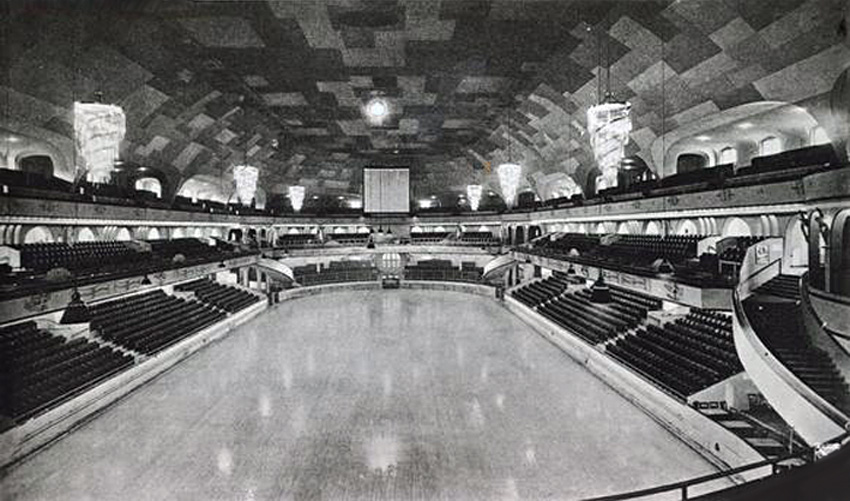
Der Berliner Sportpalast hatte eine Kapazität von 10.000 Zuschauern, in den 1920er Jahren waren die Spiele häufig ausverkauft

Nach dem Ersten Weltkrieg war Deutschland zwischen 1920 und 1926 sechs Jahre lang aus der LIHG ausgeschlossen. Dies minderte die Beliebtheit des Sports in der Weimarer Republik nicht im geringsten. So ist in einem zeitgenössischen Bericht zu lesen: „Überfüllter Sportpalast, gänzlich ausverkauftes Haus, im schwarzen Handel phantastische Preise für Sitzplätze. Eishockey ist Trumpf, ist heute der Sport und zwar aller Klassen“. Durch das Engagement Schwedens, deren Landesverband mit Austritt drohte, erfolgte am 11. Januar 1926 die Wiederaufnahme in die LIHG. 1927 durfte Deutschland wieder an Eishockey-Europameisterschaften teilnehmen, die erste Eishockey-Weltmeisterschaft mit deutscher Beteiligung fand 1928 in St. Moritz statt. Ein deutsches Team konnte bei den Olympischen Spielen 1932 in Lake Placid die Bronzemedaille erlangen und bei der Europa-Wertung im Rahmen der Eishockey-Weltmeisterschaften 1930 und 1934 Europameister werden. Zu diesem Zeitpunkt war die Bedeutung der Nationalmannschaft um einiges höher als die der Vereine. An der Hochschule für Lehrerbildung in Frankfurt am Main war in den 1930er Jahren Eishockey Teil der "Winterkampfspiele" und somit der Lehrerausbildung. Bei den Makkabi-Winterspielen 1936 trat eine deutsche Makkabi-Auswahl gegen die tschechoslowakische Nationalmannschaft an, es war das einzige Eishockeyspiel dieser Winterspiele.
Nach dem Zweiten Weltkrieg 1946 wurde der Deutsche Eissport-Verband erneut ausgeschlossen. Die Bundesrepublik wurde mit dem Deutschen Eissport-Verband am 10. März 1951 wieder aufgenommen, die DDR folgte erst am 9. Juni 1954.

### Bayerische Dominanz
Schon seit 1948 bildete sich in der Bundesrepublik erstmals eine bundesweite Liga für die besten Teams, die Eishockey-Oberliga. Da die Vereine aus der Eishockey-Hochburg Berlin, das mitten im sowjetischen Machtbereich lag, fehlten, hatte die Liga zu Beginn nur sechs Mannschaften. Erster Meister wurde nach einer Einfachrunde der EV Füssen. Der Modus veränderte sich in den kommenden Jahren laufend: Zur zweiten Spielzeit wurde die Liga auf acht Clubs aufgestockt, weshalb der eingeplante Abstieg nicht durchgeführt wurde. Obwohl die Liga zur Saison 1950/51 nochmals aufgestockt wurde, gab es diesmal mit dem HC Augsburg zum ersten Mal einen direkten Absteiger. Der dritte Oberliga-Meister wurde durch einen wiederum veränderten Modus ausgespielt: aus den besten Teams der drei Vorrundengruppen bildete sich eine Finalrunde, die den Meister, Preussen Krefeld, ausspielte. In der folgenden Saison gab es nur noch zwei Vorrundengruppen, die aber abgebrochen wurden. Es wurde sofort in einer Finalrunde die Meisterschaft ausgetragen. Zur Saison 1952/53 wurde nicht nur die Vorrunde wieder abgeschafft, sondern auch die Abstiegsregelung verändert. Das Relegationsspiel zwischen Oberliga-Letztem und Zweitliga-Erstem fiel weg, der Letzte der Oberliga stieg direkt ab und wurde vom Zweitliga-Meister abgelöst. Bis zur Saison 1956/57, als die Vorrundengruppen wieder eingeführt wurden, erfolgte dann bis 1958 keine Modus-Änderung mehr.
Dominiert wurden die Oberliga-Jahre vor allem von bayerischen Teams. Allein der EV Füssen wurde von 1953 bis 1958 sechsmal in Folge deutscher Meister, dazu schon einmal 1949. Zweimal konnten auch Krefelder Teams die Meisterschaft gewinnen.
Auch in der DDR wurde die Oberliga als höchste Ligenstufe geschaffen.

### Die „Ära Bundesliga“
Die Oberliga wurde in der Bundesrepublik 1958 durch die neu eingeführte Eishockey-Bundesliga, die 34 Jahre lang höchste Eishockey-Spielklasse in Deutschland blieb, abgelöst. Auch die Bundesliga bestand aus acht Mannschaften, die in einer Einfach-, später in einer Doppelrunde den Meister ausspielten. Im ersten Jahr gab es zwei direkte Absteiger, ab der zweiten Spielzeit ging der Letztplatzierte in die Relegationsrunde. Eine größere Modus-Änderung erfolgte 1962 mit der Einführung einer gestaffelten Endrunde. Dies war auch die erste Spielzeit ohne Absteiger, da der Bundesliga-Letzte erstmals in der Relegation gewinnen konnte. Mehrere Änderungen in der Abstiegsregelung und die Aufstockung der Liga auf zehn Teams konnte die damalige Dominanz des Serienmeisters EV Füssen aber nicht stoppen. Erst als die Punkte nicht aus der Vor- in die Endrunde mitgenommen wurden, gewann ein anderes Team, nämlich der EC Bad Tölz, den Meistertitel.
Mit Einrichtung der Bundesliga als höchste Spielklasse wurde die Oberliga zur zweiten Liga degradiert. In der ersten Spielzeit nahmen acht Mannschaften teil. So wie die Abstiegsregelung der Bundesliga wurde auch die Aufstiegsregelung der Oberliga fast jährlich verändert. Wegen der Aufstockung auf zehn Teams zur zweiten Saison gab es erst seit 1960 Absteiger aus der Oberliga. Seit Einführung der Gruppenliga 1961/62, die die erste überregionale Amateurliga unterhalb der Oberliga war, musste der Tabellenletzte der mittlerweile zwölf Mannschaften großen Liga gegen den ersten der Gruppenliga in einer Relegation antreten, um zu ermitteln, wem der letzte Startplatz der zweithöchsten Spielklasse zusteht. Vor 1961 gab es nur Landesverbände, deren Ligenspielbetrieb regional begrenzt war.

### Verbandsgründung und die 1960er
1963 erhielt der Eishockeysport in Deutschland erstmals einen selbständigen Verband, den Deutschen Eishockey-Bund (DEB). Dieser blieb vorerst allerdings noch immer unter dem Dach des Deutschen Eissport-Verbandes. Schon 1958 wurde der Deutsche Eislauf-Verband der DDR gegründet. Davor war Eishockey in der DDR vier Jahre lang eine Sektion des Eissportverbandes gewesen.
Die Relegation gegen den Gruppenliga-Ersten wurde zeitgleich zur Relegation des Bundesliga-Absteigers 1964 abgeschafft und der direkte Abstieg eingeführt. Ab 1966 war die Oberliga schließlich in eine Nord- und eine Südgruppe zweigeteilt. Mit Einführung der zweigeteilten Bundesliga wurde 1967 erstmals seit 1952 keine bayerische Mannschaft (sondern die Düsseldorfer EG) deutscher Meister. Gegen Ende der 1960er Jahre setzte allmählich der Trend ein, dass der professionelle Eishockeysport immer weiter aus der bayerischen Provinz in deutsche Großstädte zog.

### Situation in der DDR

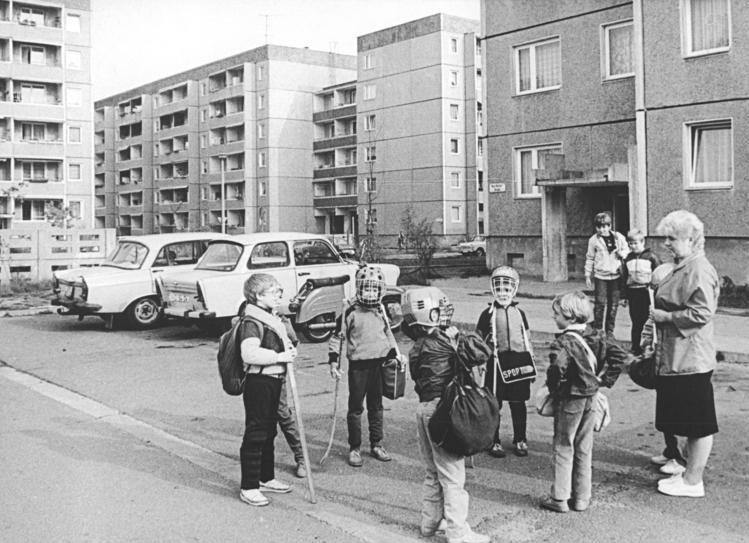
Jugendnachwuchs von Dynamo Weißwasser (1988)

Im September 1970 wurde Eishockey von der Staatsführung der DDR zusammen mit dem Deutschen Turn- und Sportbund der DDR (DTSB) als „nicht förderungswürdige Sportart“ eingestuft. Zuvor kam ein Großteil der Mannschaften aus Berlin und ab 1970 spielte Dynamo Berlin aufgrund der Einstufung nur noch gegen Dynamo Weißwasser um die DDR-Meisterschaft. Immerhin 25-mal gewann Weißwasser die Meisterschaft und 15-mal konnte Dynamo Berlin den Titel gewinnen. In der Bundesrepublik dagegen verloren die Berliner Vereine ihre Dominanz. Lediglich zweimal konnte der Berliner Schlittschuhclub die Meisterschaft nach 1949 gewinnen (in der Eishockey-Bundesliga 1974 und 1976). Danach musste die Stadt 29 Jahre warten, bis mit den Eisbären Berlin 2005 wieder eine Berliner Mannschaft deutscher Meister wurde.
Weißwasser spielte später als ES Weißwasser und nun unter dem Namen Lausitzer Füchse in der 2. Bundesliga.

### Die 1970er und der Passfälscherskandal
In der Saison 1970/71 wurde nach Jahren wieder auf Staffelungen verzichtet. Nach einer Doppelrunde stand sowohl der Meister (EV Füssen), als auch der direkte Absteiger (Mannheimer ERC) fest. Auch die Oberliga gab zur Saison 1970/71 die Teilung wieder auf, in einer Einfachrunde wurden Auf- und Absteiger ausgespielt. Die letzte Spielzeit der Oberliga als zweithöchste Liga wurde mit 16 Mannschaften ausgespielt. Zur nächsten Saison wurden die beiden Bundesliga-Absteiger, sowie die Teams auf den Plätzen zwei bis neun der Oberliga in die neu geschaffene 2. Bundesliga eingeteilt. Die 2. Bundesliga blieb 21 Jahre lang Deutschlands zweithöchste Spielklasse, ehe 1994 wegen vieler Pleiten, sowohl in der ersten, als auch besonders in der 2. Bundesliga, eine Amateurliga unter der DEL geschaffen wurde.
Zwischen 1974 und 1978 gab es erstmals vier Jahre in Folge keinen Meister aus Bayern. Stattdessen konnte der Berliner SC in dieser Zeit einige, wenn auch nicht alle Meistertitel feiern. Ab 1976/77 wurde nach der Hauptrunde wieder eine Endrunde ausgetragen. Die Saison 1979/80 brachte den wohl kompliziertesten Modus aller Zeiten. Dieser wurde deshalb zur nächsten Spielzeit wieder abgeschafft und durch die Play-offs ersetzt, die bis heute Bestandteil einer jeden Eishockey-Saison sind. Doch nicht sie bestimmten die Eishockey-Szene der Saison 1980/81, sondern der sogenannte Passfälscherskandal, in den die beiden westdeutschen Mannschaften des Duisburger SC und des Kölner EC verwickelt waren. Der aus Nordamerika importierte Play-off-Modus etablierte sich schnell auch in Eishockey-Deutschland und brachte sogar den einen oder anderen eher unerwarteten Meister (SB Rosenheim 1982) mit sich.
1974 kam auch noch zum ersten Mal eine vierte überregionale Liga zustande. Diese bestand 19 Jahre lang unter dem Namen Regionalliga, die Oberliga wurde die dritte Liga.

### Entwicklung zum Großstadtsport
Nieder- und Oberbayern sowie das Allgäu gelten auch heute noch als Zentrum des deutschen Eishockeysports. Dabei dominierten bayerische Teams vor allem die Oberliga-, aber auch die Bundesliga-Jahre. Besonders erfolgreich war zum Beispiel der EV Füssen, einer der vielen Traditionsvereine der bayerischen Provinz. Er wurde schon 1922 gegründet und insgesamt 16-mal deutscher Meister. In den zehn Jahren der Oberliga wurde der EV alleine siebenmal deutscher Meister. Nur nach zwei Spielzeiten in dieser Zeit kam der Spitzenreiter am Ende nicht aus Bayern. Auch in der Eishockey-Bundesliga waren bayerische Provinzvereine in den ersten Jahren hoch überlegen. Bis 1966 wurden nur Clubs aus Bayern deutscher Meister, ehe sich 1967 mit der Düsseldorfer EG erstmals ein Großstadt-Team den Titel sicherte. Langsam begann ein Wandel im deutschen Eishockey. Wie wichtig bayerische Teams bis heute für das deutsche Eishockey, vor allem für die Nachwuchsarbeit, sind, zeigt der Amateur-Bereich. Denn der wird vor allem durch kleine bayerische Vereine bestimmt. Auch auf der Hauptversammlung des Deutschen Eishockey-Bundes wird dies durch die Anzahl der Stimmen des Bayerischen Blocks, der aus dem Bayerischen Eissportverband und den anderen stimmberechtigten Vertretern der Mannschaften aus der 2. Bundesliga und der Oberliga besteht, deutlich.
Im Vergleich zu Bayern war die Bedeutung des Eishockeysports in Nordrhein-Westfalen schon immer geringer. Vor allem im bevölkerungsreichen Ruhrgebiet ist Fußball meist wichtiger. Jedoch ist der Einfluss NRWs im Profi-Eishockey und auch die Anzahl der nordrhein-westfälischen Meistermannschaften seit den 1970er Jahren kontinuierlich gestiegen.
Von diesem Wandel praktisch verschont blieb die Nationalmannschaft der Bundesrepublik, die den Sprung in die A-Weltmeisterschaft schaffte, wo sie sich Ende der 1970er und in den 1980er Jahren etablieren konnten, auch wenn die Weltspitze immer unerreicht blieb.

### Erste Deutsche in der National Hockey League
1981 wechselte mit Udo Kießling erstmals ein deutscher Spieler in die höchste nordamerikanische Profiliga. Trotz eines Vertragsangebots der Minnesota North Stars kehrte Kießling jedoch nach einer Partie in die Bundesliga zurück. Der erste deutsche Spieler, der schließlich regelmäßig in der NHL zum Einsatz kam, war Uli Hiemer, der 1984 zu New Jersey Devils wechselte und für diese bis 1987 spielte. Der bisher erfolgreichste deutsche Spieler in der National Hockey League ist Uwe Krupp, der seit 1986 in der Liga auf dem Eis stand und zweimal die nordamerikanische Eishockeymeisterschaft, den Stanley Cup, gewinnen konnte. Krupp ist auch der erste dem der Gewinn dieses Titels gelang. Eine individuelle Auszeichnung der Liga konnte Krupp während seiner aktiven Zeit jedoch nie gewinnen, dies gelang Torhüter Olaf Kölzig als erstem Deutschen im Jahr 2000.
Seit 2018 ist mit Marco Sturm (Co-Trainer bei den Los Angeles Kings) erstmals ein deutscher Trainer in der NHL tätig.
- Siehe hierzu auch: Liste der deutschen Spieler in der NHL

### Geldprobleme bei Erstligisten und Wiedervereinigung
Was zuletzt der EV Füssen in den 60er Jahren schaffte, gelang dem Kölner EC erstmals zwischen 1985 und 1988: drei Meistertitel in Serie. Überschattet wurde die Saison 1987/88 vom Konkurs des ECD Iserlohn, dem in den nächsten Jahren eine Reihe anderer Vereine folgten. Doch erst 1990 wurde die Bundesliga auf zwölf Clubs aufgestockt. Mit dem EHC Berlin und ES Weißwasser ergänzten zwei DDR-Clubs die Westdeutschen.
Die Fraueneishockey-Bundesliga gab es zu diesem Zeitpunkt schon zwei Jahre lang. Seit 1988 wird auch bei den Frauen eine deutsche Meisterschaft ausgetragen. Die Liga ist seitdem in eine Nord- und eine Südstaffel geteilt. Nach der Hauptrunde wird durch ein Turnier der deutsche Meister ausgespielt. Erster deutscher Meister wurde der EHC Eisbären Düsseldorf. Die Frauennationalmannschaft spielte zum ersten Mal am 3. Dezember 1988 wie die Männer in ihrer Premiere gegen die Schweiz.
Nach dem Mauerfall war das Spiel Dresden gegen Darmstadt im März 1990 der erste deutsch-deutsche Vergleich seit 36 Jahren. Die Eishockey-Verbände der beiden deutschen Staaten schlossen sich nach der Wende am 11. September 1990 – so früh wie kein anderer Sportverband – zum Deutschen Eishockey-Bund zusammen. Schon fünf Monate vor der Wiedervereinigung wurden die beiden Profi-Clubs der DDR in den DEB aufgenommen.
In der Saison 1990/91 verließ die Eishockey-Abteilung der Eintracht Frankfurt die Bundesliga. Der SB Rosenheim tat es ihr ein Jahr später gleich, während dem PEV Weißwasser die Lizenz entzogen wurde. Auch der EHC Freiburg verlor in der Saison 1992/93 seine Lizenz. Während reihenweise Vereine auf Grund finanzieller Probleme aus der Bundesliga abstiegen oder absteigen mussten, gewann die Düsseldorfer EG einen Titel nach dem anderen. Die letzte Bundesliga-Saison wurde mit der Meisterschaft des EC Hedos München beendet.

### Reform des Ligensystems
Wirtschaftliche Aspekte führten also 1994 zur Gründung der Deutschen Eishockey Liga (DEL). Viele Vereine aus der 1. und 2. Bundesliga plagten massive wirtschaftliche Probleme. Die 2. Bundesliga umfasste nach der letzten Spielzeit nur noch 7 Clubs, vier waren während und nach der Saison konkurs gegangen. Die 18 wirtschaftlichsten Clubs fassten sich in der DEL zusammen und lagerten ihre Profi-Abteilungen in Kapitalgesellschaften aus, eine Abstiegsoption war nicht vorgesehen. Doch schon die erste Spielzeit wurde von den Mad Dogs München nicht durchgehalten. In der nächsten Saison gingen gleich drei Clubs konkurs. Nur die Wedemark Scorpions rückten nach, die Liga wurde also auf 16 Vereine reduziert. 1996 gab es die Bosman-Entscheidung, welche Restriktionen zu Fall brachte, was die Anzahl europäischer Spieler in Deutschland betraf. Vereine nutzten diese Möglichkeit, um beispielsweise Spieler aus Nordamerika mit griechischer oder italienischer Herkunft zu verpflichten.
In der 1. Liga wurde gleichzeitig der Amateurmeister ausgespielt. Die Liga war in eine Nord- und eine Südstaffel geteilt und vor allem in der letzten Saison ihres Bestehens Heimat einiger deutscher Nationalmannschaftsspieler, da es in der DEL nur noch eine sehr milde Ausländer-Regelung gab. Unter anderem deshalb erfolgte bei der Eishockey-Weltmeisterschaft 1998 in der Schweiz der erneute Abstieg in die B-WM. Prompt wurde die Ausländer-Regelung verschärft und Deutschland zwei Jahre später wieder A-Nation.
Auch im Laufe der Saison 1997/98 mussten zwei Vereine den Spielbetrieb aufgeben. Um die auf 14 Mannschaften reduzierte Liga wieder auf 16 aufzustocken, wurden ab 1999 wieder Aufsteiger zugelassen. Ab der Spielzeit 2001/02 wurde durch Play-downs jeweils ein Absteiger ermittelt. Zur Saison 2006/07 wurde der Abstieg wieder abgeschafft. In den Jahren zuvor war immer wieder nicht der Play-down-Verlierer abgestiegen, sondern einem anderen Verein wurde aufgrund finanzieller oder hallentechnischer Probleme die Lizenz entzogen.

### Veränderungen unterhalb der DEL
In der Saison 1997/98 wurde im Norden keine dritte Spielklasse ausgetragen. In diesem Jahr folgten dort auf die 1. Liga direkt die Landesverbände. 1998 entstand zumindest im Süden erneut eine vierthöchste Spielklasse. Seit 2002 besteht wieder keine vierte Spielklasse, eine dritte nennt sich schon seit 1999 Oberliga. Die Ligen der Landesverbände heißen seit 1994 im Norden Regionalliga.
Als eingleisige zweithöchste Spielklasse wurde schon nach vier Jahren der 1. Liga die sogenannte Bundesliga eingeführt, deren Name bei der DEL für Kritik sorgte, da man der Ansicht war, die Bundesliga müsse die höchste Spielklasse darstellen. Mit der Saison 1999/2000 gibt es wieder eine 2. Bundesliga im Eishockey. Erster Zweitliga-Meister wurde die Düsseldorfer EG, die damit neben dem Iserlohner EC, der die Lizenz der Starbulls Rosenheim übernahm, in die DEL aufstieg. In den Jahren bis zur Saison 2003/04 gab es auch in der 2. Bundesliga einige finanzielle Probleme.

### Neues Jahrtausend bringt Pokalwettbewerb
Der deutsche Eishockey-Pokal bestand von 2002 bis 2009 nach Vorbild des DFB-Pokals. Qualifiziert waren alle Teams der DEL, der 2. Bundesliga und drei bis vier Teams der Oberliga. Letzter Pokalsieger waren die Grizzly Adams Wolfsburg.
Bei den Frauen gibt es den Pokalwettbewerb schon ein Jahr länger. 2001/02 siegte der Grefrather EC, der auch 2004 das Finale gewinnen konnte. Sportlich hätte Grefrath auch 2005 gewonnen, doch der Sieg wurde ihnen wegen Unterschreitung der Mindestspieleranzahl aberkannt und dem ESC Planegg zugesprochen. In der Saison 2005/06 konnten die EC Bergkamener Bären den DEB-Pokal mit nach Hause nehmen.
Seit der Saison 2006/07 wird die Bundesliga der Frauen eingleisig gefahren, die Staffelung wurde aufgegeben. Aktuelle Rekordmeister mit jeweils vier Titeln sind der Mannheimer ERC WildCats (1990, 1992, 1999, 2000), die ESG Esslingen (1995–1998) und der TV Kornwestheim (2001–2005). Auffällig ist, dass gleich zwei Teams viermal in Folge Meister werden konnten. Aktueller deutscher Meister ist zum zweiten Mal in der Geschichte der OSC Berlin.
Platzierungen der Nationalmannschaft unter den Top 10 der Welt waren in den ersten Jahren des 21. Jahrhunderts die Regel, doch 2005 musste die Nationalmannschaft nach schwacher Leitung wieder den Gang in die Zweitklassigkeit antreten, aus der sie sich ein Jahr später unter dem neuen Bundestrainer Uwe Krupp befreien konnte.
Schon mehrere Male war Deutschland Veranstalter von Eishockey-Weltmeisterschaften, erstmals 1930 und zuletzt 2017 (gemeinsam mit Frankreich).

### Entwicklung des Ligensystems
- Siehe auch: Eishockey-Ligasystem in Deutschland

## Gegenwart und Ausblick
Heute werden die zwei höchste Profiligen DEL und DEL2 nicht mehr durch den DEB organisiert, sondern durch eigenständige Kapitalgesellschaften. Die Clubs der DEL und der DEL2 sind seit 2015 wieder Mitglied im DEB. Die DEL hat einen Senderechtevertrag mit der Deutschen Telekom. Der Fernsehsender Servus TV überträgt jeden Sonntag jeweils ein Spiel live (Stand: 2022). Spiele der DEL2 werden von sprade.tv übertragen. Die Arenen der DEL gehören zu den modernsten in ganz Europa. Bei einer europaweiten Liste der Stadien mit dem höchsten Zuschauerschnitt belegen viele DEL-Standorte vordere Plätze (z. B. Lanxess Arena oder SAP-Arena). Außerdem steigt der Zuschauerschnitt von Jahr zu Jahr an.
Formell sind größere Vereine in der Regel Unternehmen. Obwohl im Schnitt 6.215 Zuschauer pro Spiel erreicht werden, bleiben die Einnahmen vergleichsweise gering, so entsprechen die Fernsehrechte in etwa dem Gehalt eines einzigen Spielers. Die Finanzierung ist daher mäzenatisch und eng mit einzelnen Mäzenen verbunden, die jährlich teilweise mit Millionenbeträgen den Spielbetrieb fördern.
Der Deutsche Eishockey-Bund ist in erster Linie für die Nationalmannschaften und den Nachwuchs zuständig. Außerdem gehören der Spielbetrieb der Damen-Bundesliga und der Oberligen zu seinen Aufgabenfeldern. Er wickelt Spielertransfers ab und bildet die Schiedsrichter aus. Der DEB stellt nach deren Ausbildung Trainerscheine aus und ist des Weiteren Mitglied des DOSB. Vertraglich gebunden ist der DEB an die DEL und die DEL2, also die Ausrichter des überregionalen Spielbetriebs. Die Landeseissportverbände, die für die regionalen Ligen zuständig sind, sind Mitglied des DEB. Bundestrainer war seit 2015 Marco Sturm, mit dem auch der bislang größte Erfolg im deutschen Eishockey, die Silbermedaille bei den Olympischen Winterspielen 2018 erreicht wurde.
Der Erfolg der Sportart hängt maßgeblich mit der Verfügbarkeit von Kunsteisbahnen zusammen. Während es beispielsweise im ungleich kleineren Schweden 350 Hallen und 150 Außenbahnen gibt, sind es in Deutschland nur ein Bruchteil davon, deren Eisflächen häufig bis in die Nacht belegt sind. Viele Städte und Gemeinden wollen nicht mehr die Kosten des Betriebs tragen, so dass beispielsweise anstehende Sanierungsmaßnahmen zum Anlass einer Schließung genutzt werden. Außerhalb des reinen Profi-Eishockeys gab es faktisch die letzten Jahre in Deutschland nur Schließungen von Eisbahnen, so dass die Anzahl der aktiven Spielern zurückgehen dürfte.

### Fraueneishockey
Obwohl 3114 Frauen in Deutschland in allen Altersklassen des Eishockeys aktiv sind (Stand 2014), ist Fraueneishockey eine Randsportart.
Der 1982 gegründete Eissportclub Darmstadt förderte von Anfang an Fraueneishockey und Herreneishockey gleichberechtigt. 1983 gab es deutschlandweit 17 Vereine, die Fraueneishockey anboten, aber noch keine Liga. So bestritt Darmstadt lediglich mehrere Freundschaftsspiele gegen Kassel, in Hessen gab es damals keine andere Möglichkeit. Auch in der 1988 gegründeten Frauen-Bundesliga sind bis heute sämtliche Spielerinnen Amateure, die Kosten selbst tragen müssen. Beispielsweise kommen zu Spielen des ERC Ingolstadt im Schnitt 20 Zuschauer (Stand 2016). Die Medienpräsenz beschränkt sich im Wesentlichen auf die Olympischen Winterspiele und damit auf alle vier Jahre. Selbst die durchaus beachtlichen Erfolge der Fraueneishockeynationalmannschaft ändern daran bislang wenig.

## Deutsche Mannschaften international

### Europapokal
Zwischen der Saison 1965/66 und der Saison 1996/97 spielten die europäischen Meisterteams den Europapokal aus. Dieser Pokalwettbewerb ging auf eine Idee des deutschen Funktionärs Günther Sabetzki zurück. Für die BRD (bis 1990) und Deutschland (ab 1991) nahmen folgende Mannschaften teil:
- Kölner EC (6 Teilnahmen)
- EV Füssen (5)
- Düsseldorfer EG (5)
- SB Rosenheim (3)
- SC Riessersee (2)
- Berliner SC (2)
- EV Landshut (2)
- EC Bad Tölz (1)
- Mannheimer ERC (1)

Für die DDR nahmen folgende Mannschaften teil (bis 1990): Dynamo Berlin (15 Teilnahmen), Dynamo Weißwasser (10 Teilnahmen).
Gewinnen konnte ein deutsches Team nie. Die besten Platzierungen waren zweite Plätze für den EV Füssen 1966, den Kölner EC 1985, die Düsseldorfer EG 1991 und nochmals den Kölner EC 1995, als die Entscheidung erst im Penaltyschießen fiel.

### European Hockey League
Der Nachfolger des Europapokals, die European Hockey League, erfreute sich bei deutschen Teams, wie auch international, keiner großen Beliebtheit. Die deutschen Teilnehmer waren:
- Adler Mannheim (3 Teilnahmen)
- Kölner Haie (2)
- Berlin Capitals (1)
- Kassel Huskies (1)
- Eisbären Berlin (1)
- Frankfurt Lions (1)
- Nürnberg Ice Tigers (1)

Es nahmen zwar jährlich bis zu drei Teams (1997/98) am Wettbewerb teil, allerdings konnte sich nur in der Spielzeit 1998/99 mit den Eisbären Berlin ein deutscher Teilnehmer für das Finalturnier der besten vier Teams qualifizieren.

### IIHF European Champions Cup
Von 2005 bis 2008 wurde der Europapokalsieger in einem Turnier der Meister der sechs besten europäischen Ligen ausgespielt, dem IIHF European Champions Cup. Nur 2005 nahm mit den Frankfurt Lions der deutsche Meister teil. Frankfurt wurde letzter seiner Gruppe. Bei den restlichen vier Turnieren war Deutschland nicht mehr qualifiziert, da die Nationalmannschaft laut IIHF-Weltrangliste nicht mehr zu den Top 6 Europas gehörte.

### Champions Hockey League 2008/09
In der Saison 2008/09 wurde vom IIHF die Champions Hockey League (CHL) als höchster europäischer Club-Wettbewerb durchgeführt. Aus Deutschland war der Meister Eisbären Berlin direkt für die Gruppenphase qualifiziert; als zweiter Teilnehmer startete der Sieger der Hauptrunde Nürnberg Ice Tigers in der Qualifikation. Nürnberg scheiterte als Zweiter des Qualifikationsturniers. In der Gruppenphase konnte Berlin drei von vier Spielen gewinnen und schieden mit nur einem Punkt Rückstand auf den späteren Finalisten Metallurg Magnitogorsk aus. In der Saison 2009/10 wurde die Champions Hockey League nicht durchgeführt.

### European Trophy
Zwischen 2010 und 2013 führten die europäischen Topclubs einen eigenen Wettbewerb aus. An dieser European Trophy die Adler Mannheim und die Eisbären Berlin, ab 2012 zusätzlich die Hamburg Freezers und der ERC Ingolstadt teil. Berlin konnte 2010 die European Trophy gewinnen. 2011 verpassten die Eisbären knapp das Finalturnier, für welches sie sich 2012 und 2013 wieder qualifizieren konnten. Die anderen deutschen Teilnehmern erreichten in ihren Vorrundengruppen jeweils Mittelfeldplätze.

### Champions Hockey League
Zur Saison 2014/15 wurde die Champions Hockey League (CHL) wieder eingeführt, diesmal gemeinsam von Clubs, europäische Topligen und IIHF organisiert. Bis 2016/17 hatte die DEL sechs Startplätze: vier davon fix für Ingolstadt, Mannheim, Berlin und Krefeld, dazu kamen Meister und Hauptrundensieger. Seit 2017/18 erfolgt die Qualifikation rein über sportliche Kriterien. Die DEL belegte in der Ligenrangliste den fünften Platz und stellte daher drei Teilnehmer. Bis 2018 waren die besten Ergebnisse deutscher Mannschaften das Erreichen des Achtelfinales. In der Saison 2018/19 erreichte der EHC Red Bull München das Finale. Saison 2019/20 erreichten erstmals alle drei deutschen Teilnehmer die KO-Phase. Durch die guten Ergebnisse stieg die DEL in der Ligenrangliste auf den dritten Platz und stellt damit in der Saison 2020/21 vier Teilnehmer.

### Spengler Cup
Der Schweizer Spengler Cup wird bis auf wenige Ausnahmen jährlich seit 1923 ausgetragen. Und seit jeher nehmen auch deutsche Meister- und Spitzenmannschaften regelmäßig teil. Zuletzt waren dies 2015 die Adler Mannheim. Den letzten deutschen Sieg trugen die Kölner Haie 1999 davon. Der Berliner SC konnte den Spengler Cup dreimal gewinnen, der EV Füssen trug sich zweimal in die Siegerliste ein. Für die Haie war der Sieg 1999 der erste.

## Internationale Eishockeyturniere in Deutschland

### Olympische Spiele
In Deutschland wurden bereits eine Reihe wichtiger internationaler Turniere ausgetragen. Besonders bedeutend ist das olympische Eishockeyturnier 1936, das in Garmisch-Partenkirchen stattfand. Die 15 teilnehmenden Mannschaften wurden in vier Vorrundengruppen eingeteilt. Die beiden Besten jeder Gruppe trafen dann in zwei Zwischenrundengruppen aufeinander, in denen die vier Finalrunden-Teilnehmer ausgespielt wurden. Dem Gastgeber Deutschland selbst fehlte ein Punkt, um die Finalrunde zu erreichen. Insgesamt belegte man Platz vier. Olympiasieger wurde die Mannschaft aus Großbritannien, die im Finale Kanada die erste Niederlage bei Olympischen Spielen beibrachte. Bronze ging an die USA, die in der Vorrunde hinter Deutschland nur Platz zwei belegten.

### Eishockey-Weltmeisterschaften

#### Herren-Weltmeisterschaften
Bereits 1930 wurde das Finale der Europa- und Weltmeisterschaft in Berlin ausgetragen, nachdem das EM/WM-Turnier in Chamonix wetterbedingt abgebrochen werden musste. Deutschland holte sich den Europameistertitel, verlor aber das WM-Finale gegen Kanada.
Das Eishockeyturnier der Olympischen Winterspiele 1936 in Garmisch-Partenkirchen zählte gleichzeitig als Weltmeisterschaft. Deutschland schied in der Gruppenphase aus.
Nach dem Zweiten Weltkrieg war der Deutsche Eishockey-Bund bisher sieben Mal Ausrichter einer Eishockey-Weltmeisterschaft.
Zum ersten Mal war dies 1955 der Fall. Spielorte waren die nordrhein-westfälischen Städte Dortmund, Düsseldorf, Köln und Krefeld. Weltmeister der A-Gruppe wurde Kanada, vor dem Titelverteidiger, der Sowjetunion. Wegen der hohen Teilnehmerzahl (15 Mannschaften waren neuer Rekord der Nachkriegszeit) wurde neben dem eigentlichen Wettbewerb ein B-Turnier veranstaltet, bei dem außer Konkurrenz noch ein zweites deutsches Team teilnahm. Gewinnen konnte Italien vor Deutschland B. Im Rahmen der WM wurde auch der Europameister ausgespielt, den Titel konnte sich die UdSSR sichern.
Bei der zweiten Weltmeisterschaft in Deutschland 1975 wurde die Sowjetunion zum 14. Mal Weltmeister. Das Turnier in Düsseldorf und München war allerdings nur sehr mäßig besucht; die westdeutsche Nationalmannschaft hatte im Jahr zuvor den Aufstieg in die A-Gruppe verpasst und trat bei der B-WM in Sapporo/Japan antreten. Sowohl das Team der DDR als auch das Team der BRD konnten sich bei der B-WM den Aufstieg sichern.
Die Eishockey-Weltmeisterschaft 1983 fand in Dortmund, Düsseldorf und München statt. Deutschland konnte sich nicht für die Finalrunde qualifizieren und beendete nach der Abstiegsrunde das Turnier auf Platz 5. Weltmeister wurde wieder die UdSSR vor der punktgleichen Tschechoslowakei. Dabei hat die Sowjetunion während der ganzen WM nur einen Punkt abgegeben.
Zehn Jahre später wurde erneut eine Eishockey-A-Weltmeisterschaft in Deutschland ausgetragen. Die Spiele fanden in Dortmund und München statt. Weltmeister wurde Russland, das im Finale Schweden mit 3:1 schlug. Deutschland belegte nach dem Viertelfinal-Aus gegen Russland Platz fünf.
Die Eishockey-Weltmeisterschaft der Herren 2001 wurde in Hannover, Köln und Nürnberg gespielt. Deutschland erreichte das Viertelfinale, schied dort aber gegen den späteren Finalisten Finnland aus. Diese unterlagen im Finalspiel der Tschechischen Mannschaft. Tschechien wurde damit zum dritten Mal in Folge Weltmeister.
Die Eishockey-Weltmeisterschaft der Herren 2010 fand in Köln und Mannheim statt. Dazu kam das Eröffnungsspiel in der Arena AufSchalke in Gelsenkirchen vor der Rekordkulisse von 77.803 Zuschauern. Die deutsche Mannschaft konnte den Heimvorteil nutzen und beendete das Turnier auf Platz 4, dem besten Ergebnis seit 1953. Weltmeister wurde Tschechien.
Die Eishockey-Weltmeisterschaft der Herren 2017 richtete der DEB gemeinsam mit dem französischen Verband aus. Die Spiele fanden in Köln und Paris statt, wobei Halbfinale und Finale in Köln ausgespielt wurden. Die deutsche Mannschaft schied im Viertelfinale gegen Kanada aus. Kanada unterlag im Finale Schweden.
Die nächste deutsche Bewerbung für eine Weltmeisterschaft ist für 2026, 2027 oder 2028 geplant.

#### Europameisterschaften
Eigenständige Europameisterschaften wurden in Deutschland 1911, 1914 und 1932 in Berlin sowie 1913 in München ausgetragen. Zudem wurden Europameister bei den Weltmeisterschaften bis 1991 ausgespielt, siehe oben.

#### Junioren-Weltmeisterschaften
Bei der fünften U20-Junioren-A-Weltmeisterschaft 1981 in verschiedenen bayrischen Städten (u. a. Augsburg, Füssen und Oberstdorf) gewannen die Schweden in dieser Altersklasse erstmals den Titel. Deutschland belegte den fünften Platz.
1992 fand die U20-Weltmeisterschaft in Füssen und Kaufbeuren statt. Den Titel gewann das Team der GUS. Deutschland konnte im letzten Spiel den Abstieg abwenden.
Die erste U18-Weltmeisterschaft wurde 1999 in Füssen und Kaufbeuren ausgetragen. Weltmeister wurde Finnland, Deutschland wurde Vorletzter. Die 13. Eishockey-Weltmeisterschaften der U18-Junioren wurde 2011 in Crimmitschau und Dresden ausgetragen. Weltmeister wurde die USA, Deutschland beendete das Turnier auf Platz 6.
1990 wurde die erstmals eine B-WM der U20-Junioren in Deutschland ausgetragen. In Bad Tölz und Geretsried verpasste die deutsche Mannschaft als Zweiter den Aufstieg. Auch bei dem inzwischen Division I genannten gleichen Wettbewerb im Dezember 2000 in Füssen und Landsberg am Lech beendete Deutschland das Turnier auf dem zweiten Platz. 2003 fand das Turnier in Berlin statt, das deutsche Team nutzte den Heimvorteil und gewann das Turnier. 2007 wurde das Turnier wieder in Bad Tölz ausgetragen, erneut konnte Deutschland aufsteigen. Selbiges gelang der Mannschaft 2011 in Garmisch-Partenkirchen. Dagegen verpasste die deutsche Mannschaft beim Heimturnier in Bremerhaven im Dezember 2016 den Aufstieg. Im Dezember 2018 fand das Turnier der Division I in Füssen statt; Deutschland erreichte den ersten Platz.

#### Frauen-Weltmeisterschaften
2011 wurde in Ravensburg die Division I der Frauen-Weltmeisterschaft ausgetragen. Deutschland gewann das Turnier und stieg in die Top-Division auf.

## Vereinslandschaft

### Berlin
Hauptartikel: Eishockey in Berlin

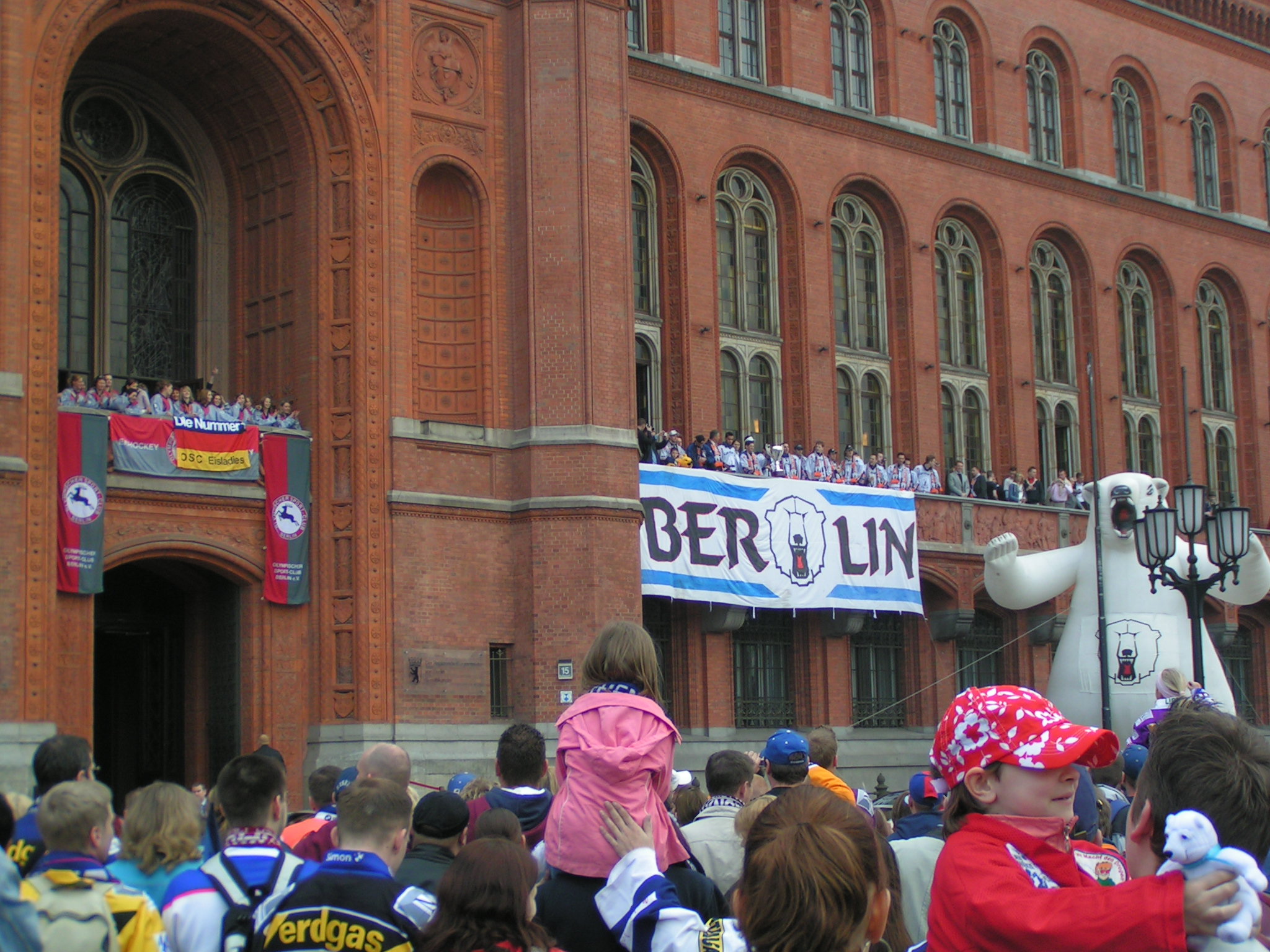
Empfang der beiden deutschen Meister 2006, Eisbären (Herren) und OSC Berlin (Frauen), im Roten Rathaus

Deutscher Rekordmeister und erster Sportverein des Landes mit einer Eishockeyabteilung war der Berliner Schlittschuhclub.
In den 1990er Jahren gab es lange Zeit eine große Konkurrenz zwischen den zwei Erstligaclubs Eisbären Berlin und BSC Preussen, doch heute gibt es mit den Eisbären Berlin nur noch einen erstklassigen Club, der allerdings auch 2005, 2006, 2008, 2009, 2011, 2012, 2013 und 2021 die deutsche Meisterschaft nach Berlin holte und inzwischen DEL-Rekordmeister ist. Hinzu kommen mehrere unterklassige Mannschaften verschiedener Clubs. FASS Berlin, derzeit in der Regionalliga Ost aktiv, gehört zu den ältesten aktiven Clubs Deutschlands.
Im Fraueneishockey spielt der OSC Berlin deutschlandweit eine wichtige Rolle, wurde 1991, 2006, 2007, 2009 und 2010 deutscher Meister, sowie 2003, 2004, 2008 und 2011 Vizemeister. Weitere Bedeutung im Berliner Fraueneishockey hatten die DEC Eishasen Berlin, die zeitweise in der 1. Bundesliga spielten und bis zur Saison 2005/06 der 2. Liga angehörten.

### Hamburg
Hauptartikel: Eishockey in Hamburg
Entgegen weitläufigen Meinungen, es gebe Eishockey in Hamburg erst seit der Gründung der Hamburg Freezers, kann die Hansestadt auf eine lange Historie zurückblicken. Schon in den 1930er Jahren schaffte es mit dem Altonaer SV von 1893 ein Hamburger Club mehrfach in die Finalrunde um die deutsche Meisterschaft. Der ganz große Erfolg blieb aber aus. Für jeweils eine Spielzeit nahm die EG Hamburg, sowie der HTHC Hamburg an der Oberliga teil. Zu Bundesliga-Zeiten spielten einige Hamburger Mannschaften in der zweithöchsten Ligenstufe. Lange dauerte es bis erneut ein Club aus Hamburg für Furore sorgte. 1998 waren die Hamburg Crocodiles Gründungsmitglied der 2. Eishockey-Bundesliga und hatten im Jahr 2000 die Chance zum Aufstieg in die Deutsche Eishockey Liga, als der SB Rosenheim seine Lizenz verkaufen musste. Doch die Iserlohn Roosters waren in diesem Unterfangen erfolgreicher. Heute spielt ein Nachfolgeverein der Crocodiles in der Oberliga Nord. Erstklassiges Eishockey gab es in Hamburg zuletzt zwischen 2002 und 2016. Auf Beschluss der Anschutz-Group zogen die München Barons in die Color Line Arena um und wurden in Hamburg Freezers umbenannt. Im Mai 2016 gab die Anschutz-Group bekannt, dass sie für die kommende Saison keine DEL-Lizenz beantragen werde.

### Niedersachsen, Schleswig-Holstein und Bremen
Bestimmende Stadt in Niedersachsen, Schleswig-Holstein und Bremen war sicherlich Hannover mit den Hannover Scorpions in der DEL, die ursprünglich aus Wedemark bei Hannover stammen, und dem Zweitligisten Hannover Indians. Die DEL-Lizenz der Hannover Scorpions wurde an Schwenningen abgegeben. Die Nachfolgemannschaften beider Teams nehmen (Stand 2016/17) an der Oberliga Nord teil.
Die an der Deutschen Nachwuchsliga teilnehmenden Nachwuchsmannschaften der Indians führen die Jugendarbeit des 1948 als Eissportgesellschaft Hannover gegründeten Vereins fort. Neben Hannover dominiert in östlichen Niedersachsen inzwischen Wolfsburg mit den aus der 1975 gegründeten Eishockeysparte des TV Jahn hervorgegangenen und 1992 aus einem Fanclub neu gegründeten Grizzly Adams Wolfsburg, denen 2007 der Wiederaufstieg in die DEL gelang. Auch an der Nord- und Ostsee finden sich Vereine die auf lokale Tradition zurückblicken können wie der EHC Timmendorfer Strand 06 oder im Land Bremen der REV Bremerhaven. In dieser Reihe lässt sich noch das Eishockey in Braunlage nennen, wo inzwischen auch die Vereine aus Altenau und Osterode am Harz ihre Spielstätte haben. Als weitere Vereine sind noch zu nennen: Adendorfer EC, Harsefeld Tigers im TuS Harsefeld sowie die Weserstars Bremen und Bremer Pirates im Bremer EC, dem Nachfolgeverein des HTSV Bremen. In früheren Zeiten gab es auch Mannschaften in den höheren Spielklassen beim EC Wilhelmshaven, in Braunschweig und im nördlichsten Eisstadion in Deutschland in Flensburg.

### Bayern
Siehe auch: Eishockey in München
Der erfolgreichste bayerische Club ist der EV Füssen, der allein 16-mal deutscher Meister wurde, gefolgt vom SC Riessersee mit 10 Titeln. Obwohl immer seltener Clubs bayerischer Kleinstädte den Meistertitel gewannen und immer mehr solcher Vereine der Abstieg drohte, gibt es in Bayern bis heute die deutschlandweit größte Anzahl von Amateur- und Nachwuchsmannschaften. In der DEL sind heute nur noch fünf Teams – Nürnberg Ice Tigers, ERC Ingolstadt, Augsburger Panther, Straubing Tigers, EHC Red Bull München – von 14 aus Deutschlands südlichstem Bundesland vertreten. Der letzte bayerische Meister ist der EHC Red Bull München 2023. In der DEL2 spielen mit dem EV Landshut, dem ESV Kaufbeuren, den Starbulls Rosenheim, den Eisbären Regensburg und den Selber Wölfen fünf von 14 Teams aus Bayern, in der Oberliga Süd stammen neben den Heilbronner Falken und den Stuttgart Rebels 11 der 13 Mannschaften aus Bayern, obwohl die Süd-Gruppe theoretisch auch das südliche Sachsen umfasst.

### Nordrhein-Westfalen
Auch im bevölkerungsreichsten Bundesland gibt es einige Eishockey-Zentren. Diese sind das Rheinland, u. a. mit den Traditionsvereinen Krefeld, Düsseldorf und Köln, und die Region Iserlohn. Vereinzelt gibt es auch im Ruhrgebiet Vereine, die aber weniger erfolgreich sind und waren. So sind hier zum Beispiel die ehemaligen DEL-Clubs Essen und Oberhausen zu nennen.
Ältester Eishockeyclub des Landes ist die Düsseldorfer EG (DEG), die Ende 1935 gegründet wurde. In den ersten Nachkriegsjahren waren allerdings die beiden Krefelder Clubs erfolgreich. Preussen Krefeld konnte in der Saison 1950/51 die erste Meisterschaft für ein NRW-Team feiern. Ein Jahr danach gewann der 1936 gegründete Lokalrivale Krefelder EV den Titel. Erst 1967 konnte dann die DEG die bayerische Dominanz durchbrechen. Damit wurde ein langwieriger Führungswechsel im deutschen Eishockey eingeleitet. Denn den Clubs aus Großstädten kam immer mehr Bedeutung zu, so dass Meistermannschaften aus Nordrhein-Westfalen häufiger wurden. 1977 ergänzte der Kölner EC (KEC) die Liste der NRW-Meister-Clubs. Der KEC und die DEG sollten in den kommenden Jahren der späten 1980er und frühen 1990er Jahre das deutsche Top-Eishockey beherrschen. In dieser Zeit machten beide Clubs die Meisterschaft meist unter sich aus. Die letzte Meisterschaft für ein NRW-Team liegt nun bereits einige Jahre zurück. 2003 wurde mit den Krefeld Pinguine, der Nachfolgeverein des 1978 in Konkurs gegangenen Krefelder EV von 1936, überraschend zum dritten Mal eine Krefelder Mannschaft deutscher Meister.
Aktuell ist Nordrhein-Westfalen in der DEL mit drei Mannschaften (Kölner Haie, Düsseldorfer EG, und Iserlohn Roosters) vertreten. Während in der zweitklassigen DEL2 nur eine NRW-Mannschaften spielt (Krefeld), kämpfen in der drittklassigen Oberliga Nord mit Duisburg, Essen, Hamm, Herford und Herne fünf Mannschaften aus NRW.

### Hessen

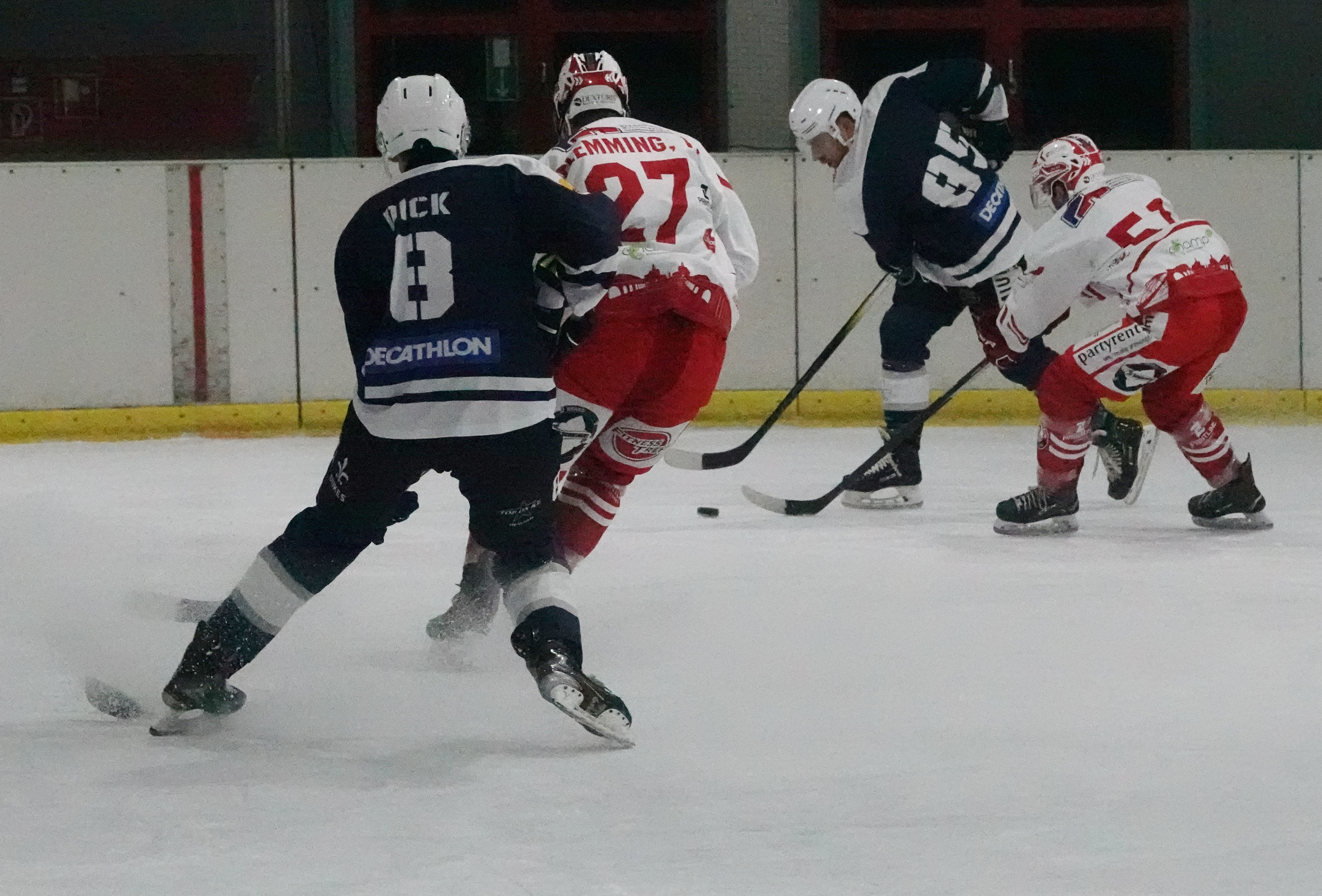
Eishockeyspiel Darmstadt Dukes gegen die RT Bad Nauheim

Auch Hessen hat eine lange Eishockey-Tradition: So spielten bereit in den 1930er Jahren mehrere Frankfurter Vereine Eishockey. Nach dem Krieg gründete sich nach dem Bau eines Eisstadions 1946 in Bad Nauheim der VfL Bad Nauheim, der sogleich 1948 hinter Riessersee deutscher Vizemeister wurde und Frankfurt (Eintracht Frankfurt ab 1959).
Mit dem Bau moderner Eissporthallen ab den 1970er Jahren nahm auch die Anzahl der Vereine zu, die darin eine feste Heimstätte hatten und nicht auf Natureis angewiesen waren, darunter ESG Kassel ab 1977, Eissportclub Darmstadt ab 1982, EC Lauterbach und Diez/Limburg.
Zu ihren größten Erfolgen hessischer Vereine zählen die deutsche Meisterschaft von 2004 der Frankfurt Lions, sowie die deutsche Vizemeisterschaft von 1997 des EC Kassel Huskies. EC Bad Nauheim und der EC Kassel Huskies spielen in der zweitklassigen DEL2, die Löwen Frankfurt in der DEL.

### Südwestdeutschland
Aus Baden-Württemberg kommt mit den Adler Mannheim ein mehrfacher deutscher Meister. Nach einem Meistertitel schon 1980 als Mannheimer ERC, folgten in den späten 1990er und frühen 2000er Jahren vier weitere Titel. Gleichzeitig haben die Adler eine der besten Jugendabteilungen des Landes. Die Jungadler sind schon mehrfach Meister in der Deutschen Nachwuchsliga. In der DNL-Saison 2006/07 riss die Serie im Finale gegen die Kölner Junghaie.
1904 als Schwimm- und Eisclub gegründet feierte der EC Schwenningen schon 1931 erste Erfolge. 1981 stiegen sie in die Eishockey-Bundesliga auf und spielten seit 1994 unter dem Namen SERC Wild Wings in der DEL, ehe ihnen 2003 die Lizenz entzogen wurde. Bis zur Rückkehr in die DEL zur Saison 2013/14 spielte die inzwischen aus dem Verein ausgelagerte Mannschaft der Schwenninger Wild Wings in der 2. Bundesliga.
Die Wölfe Freiburg waren nur für eine Spielzeit (2003/04) in der DEL. Der Verein wurde 1984 als Nachfolger des ERC Freiburg gegründet und nahm wie dieser schon an der höchsten Spielklasse – der Eishockey-Bundesliga – teil. Nach dem Abstieg aus der DEL folgten noch einige Jahre in der Zweit- und Drittklassigkeit, ehe die Wölfe GmbH 2011 Insolvenz anmeldete. Der Stammverein EHC Freiburg übernahm daraufhin wieder die erste Mannschaft und spielt derzeit in der DEL2.
Erfolgreicher in der 2. Liga ist der SC Bietigheim-Bissingen, dessen als Bietigheim Steelers ausgelagerte Mannschaft 2015 und 2018 Meister der DEL2 wurde. In der höchsten Spielklasse spielte der 1989 gegründete SC allerdings noch nie.
Neben dem SC Bietigheim und dem EHC Freiburg ist mit den EVR Tower Stars Ravensburg und den Heilbronner Falken ein drittes und viertes Team aus Baden-Württemberg in der DEL2 vertreten.
Die 2005/06 in der Oberliga spielenden Stuttgart Wizards konnten die massiven Finanzprobleme nicht lösen, wofür anstelle der insolventen GmbH der Stammverein Stuttgarter EC den Spielbetrieb in der Regionalliga Süd-West fortsetzt.
Eishockeyvereine in Rheinland-Pfalz und dem Saarland sind eher selten und waren in den höchsten Spielklassen – ausgenommen EHC Neuwied – nicht vertreten, was eine Mitursache in den wenigen Eisstadien hat. Weitere bekanntere Standorte sind Trier und Zweibrücken.

### Ostdeutschland
Siehe auch: Eishockey in der DDR, Eishockey in Weißwasser
Der Eishockeysport in Ostdeutschland außerhalb Berlins konzentrierte sich lange Zeit auf Sachsen. Speziell Dresden, Weißwasser/Oberlausitz und Crimmitschau sind traditionelle Spielorte. Bis zum Zweiten Weltkrieg wurde auch in Ostpreußen Eishockey gespielt, besonders hervorzuheben ist Rastenburg.
In der sächsischen Landeshauptstadt Dresden wurde ab etwa 1909 organisiert Eishockey gespielt. Verschieden Vereine nahmen in den folgenden Jahren an den sächsischen und deutschen Meisterschaften teil. Zu Zeiten der DDR-Oberliga nahm der SC Einheit Dresden lange Jahre am Spielbetrieb teil, ehe zwischen 1970 und 1990 ausschließlich im Amateurbereich (Bestenermittlung) gespielt wurde. Seit 1990 gibt es mit dem ESC Dresden respektive Dresdner Eislöwen wieder einen Eishockeyverein, der seither meist in der zweiten (DEL2) oder dritten Spielklasse vertreten ist, derzeit in der DEL2. Die Nachwuchsmannschaften des ESC Dresden spielen größtenteils erfolgreich in der jeweiligen Bundesliga respektive Deutsche Nachwuchsliga.
In Weißwasser wurde der erste Eishockeyclub 1932 gegründet. Eissport Weißwasser, der zwei Jahre nach seiner Gründung dem TSV Weißwasser beitrat, nahm 1937 zum ersten Mal als schlesischer Meister an der Endrunde um die deutsche Meisterschaft teil. Dies konnte 1941 und 1942 wiederholt werden. Zu Beginn der 1950er wurden die BSG Ostglas und die BSG Chemie gegründet, die nach ihrer Fusion als SG Dynamo Weißwasser 25-mal DDR-Meister wurden. Nach dem Anschluss an die Eishockey-Bundesliga blieben so große Erfolge aus. Heute spielt der Nachfolgeverein der SG Dynamo, die Lausitzer Füchse, in der DEL2.
Der ETC Crimmitschau wurde als EHC schon 1920 gegründet und nahm auch mehrmals an der Endrunde der deutschen Meisterschaft teil. Nachdem die DDR-Oberliga auf zwei Vereine gestrichen wurde, nahm der EHC jährlich an der Bestenermittlung teil. Nach der Wiedervereinigung stieg der ETC erst 2001 wieder in das professionelle Eishockey auf, 2005 erneut in die Oberliga ab und schaffte überraschend den Wiederaufstieg in die 2. Liga, heute DEL2. Die Nachwuchsmannschaften spielen größtenteils erfolgreich in der jeweiligen Bundesliga.
Noch erfolgreicher war die SG Frankenhausen aus dem gleichnamigen Crimmitschauer Ortsteil, die 1949 „Meister der sowjetisch besetzten Zone“ wurde. Durch Zwangsumzüge nach Zwickau und Karl-Marx-Stadt gab es seit 1960 kein erstklassiges Eishockey mehr in Frankenhausen. Die SG wurde 1994 als Hobbymannschaft neu gegründet.
Neben dem ECC Preussen Berlin spielen in der Oberliga Nord die großstädtischen Vereinen Saale Bulls Halle, Icefighters Leipzig, Piranhas Rostock. Darunter findet sich die Regionalliga Ost, in der auch Vereine aus kleineren Städten wie Tornado Niesky oder Schönheider Wölfe spielen.

## Bedeutende deutsche Eishockeyspieler
Siehe auch: Kategorie:Eishockeyspieler (Deutschland), Liste der deutschen Spieler in der NHL

### Ehemalige
- Torwart:
  - Joseph Heiß, 1200-facher Erstliga- und 140-facher Nationalspieler in den 1980er und 1990er Jahren
  - Olaf Kölzig, langjähriger Nationaltorhüter und NHL-Spieler
  - Helmut de Raaf, neunmaliger Deutscher Meister und langjähriger Nationalspieler
- Abwehr:
  - Paul Ambros, Tiger vom Hopfensee, 11-maliger deutscher Meister
  - Gerhard Kießling, erster Kapitän der DDR-Nationalmannschaft (Vater von Udo Kießling)
  - Udo Kießling, DEB-Rekordnationalspieler, erster deutscher NHL-Spieler und Mitglied der IIHF Hall of Fame
  - Uwe Krupp, NHL-Rekordspieler Deutschlands
  - Dietmar Peters, DDR-Rekordnationalspieler
  - Christian Ehrhoff, langjähriger NHL-Spieler und Olympiasilbermedaillengewinner 2018
- Angriff:
  - Rudi Ball, Mitglied der IIHF Hall of Fame
  - Dieter Hegen, Topscorer der Bundesliga und siebenfacher deutscher Meister
  - Gustav Jaenecke, populärer Eishockeyspieler zwischen 1927 und 1950
  - Erich Kühnhackl, Rekordtorschütze der Bundesliga und „Deutschlands Eishockeyspieler des Jahrhunderts“
  - Alois Schloder, Kapitän des DEB-Teams, das bei den Olympischen Winterspielen 1976 die Bronzemedaille gewann
  - Marco Sturm, langjähriger NHL-Spieler
  - Gerd Truntschka, Topscorer der Bundesliga und achtfacher deutscher Meister
  - Joachim Ziesche, langjähriger Kapitän der DDR-Nationalmannschaft und Mitglied der IIHF Hall of Fame
  - Peter Draisaitl, Topscorer der DEL
  - Jochen Hecht, langjähriger DEL- und NHL-Spieler

### Aktive

#### Männer
- Torwart:
  - Dennis Endras, DEL-Spieler bei den Adler Mannheim
  - Thomas Greiss, NHL-Spieler bei den New York Islanders
  - Philipp Grubauer, NHL-Spieler bei den Seattle Kraken
- Abwehr:
  - Christoph Schubert, Oberliga-Spieler bei den Crocodiles Hamburg
  - Frank Hördler, DEL-Spieler bei den Eisbären Berlin und Olympiasilbermedaillengewinner 2018
  - Dennis Seidenberg, NHL-Spieler bei den New York Islanders
  - Korbinian Holzer, NHL-Spieler bei den Anaheim Ducks
  - Moritz Seider, NHL-Erstrundendraft 2019
- Angriff:
  - Leon Draisaitl, NHL-Spieler bei den Edmonton Oilers
  - Tobias Rieder, NHL-Spieler bei den Edmonton Oilers
  - Tom Kühnhackl, NHL-Spieler bei den New York Islanders, Sohn von Erich Kühnhackl
  - Marcel Goc, DEL-Spieler bei den Adler Mannheim

#### Frauen
- Christina Oswald, Rekordnationalspielerin und Kapitänin der deutschen Nationalmannschaft
- Julia Wierscher, seit 1993 im Nationalkader 140 Einsätze
- Stephanie Kürten, Nationaltorhüterin
- Susanne Fellner, Nationalspielerin (über 50 Länderspiele)
- Nikola Holmes, Nationalspielerin seit Dezember 2003
- Nina Ritter, Nationalspielerin seit 2000
- Viona Harrer, Nationaltorhüterin

## Schiedsrichterwesen
Im Gegensatz zu den meisten Ligen in Nordamerika, wo Eishockey einen deutlich höheren Stellenwert besitzt als in Deutschland, ist der Großteil der deutschen Schiedsrichter Amateure, da eine einheitliche Einführung von Profi-Schiedsrichtern in Europa immer wieder an den höheren Kosten und den im Vergleich zur NHL geringeren Zahl an Spieltagen scheitert. Einzige Ausnahme in Deutschland bildet hier die DEL, die bereits seit ihrer Gründung 1994 mit Petr Chvatal einen Profi-Schiedsrichter beschäftigte. Aktuell beschäftigt die Liga mit Georg Jablukov, Daniel Piechaczek und Lars Brüggemann, drei Profischiedsrichter. Frank Awizus erhielt zwar von der DEL einen Profi-Vertrag, leitete jedoch wegen einer schweren Beinverletzung nie ein DEL-Spiel als Profi, und hat mittlerweile seine Karriere beendet.
Wie international üblich stehen in der DEL und DEL2 pro Spiel vier Spiel-Offizielle (zwei Hauptschiedsrichter, zwei Linienrichter) auf dem Eis. In der vom DEB organisierten Oberliga stehen drei Spiel-Offizielle (ein Hauptschiedsrichter, zwei Linienrichter). In unterklassigen Ligen (wie z. B. im Bereich des Bayerischen Eissportverbandes) wird teilweise nur mit zwei Offiziellen gespielt. In diesem Fall haben beide Schiedsrichter die Rechte des Haupt- wie des Linienschiedsrichters.
Organisiert werden die deutschen Schiedsrichter vom DEB-Schiedsrichter-Ausschuss, in dem die einzelnen Ligen und Verbände, so auch die DEL, durch einzelne Beauftragte vertreten sind.

## Medienpräsenz und Rezeption

### Fernsehen und TV-Übertragunsgrechte
Die Übertragungsrechte von Livespielen im deutschen Fernsehen liegen je nach Wettbewerb bei unterschiedlichen Sendeanstalten und Mediengruppen.
Die Fernsehrechte der DEL liegen seit der Saison 2016/17 bei der Telekom. Durch Telekom Eishockey kann jedes Spiel der DEL für 9,99 € pro Monat (für Telekom-Kunden kostenlos) angesehen werden. Zudem überträgt der Free-TV-Sender Sport1 in der Vorrunde wöchentlich ein Spiel, in den Play-offs mindestens ein Spiel pro Spieltag.
Seit der Gründung der DEL hatte Sky (beziehungsweise der Vorgängersender Premiere) Spiele der Deutschen Eishockey Liga live im Pay-TV übertragen. Das Erste, ZDF, die dritten Programme, ProSiebenSat.1 Media, n-tv und einige Regionalsender haben Nachverwertungsrechte.
Von 2007 bis 2010 sendete DSF ein wöchentliches Magazin, in dem über die Freitagspartien (2–3 Spiele in Ausschnitten) der 2. Bundesliga berichtet wurde.
Sprade TV überträgt alle Spiele der DEL2 sowie ausgewählte Spiel der Oberligen und der Bayernliga live.
Internationale Partien hingegen wurden in der Vergangenheit im öffentlich-rechtlichen beziehungsweise privaten Fernsehen übertragen. So teilten sich ARD und ZDF die Übertragung der Eishockey-Weltmeisterschaft 2007 mit dem Privatsender Sport1, die Quoten blieben allerdings trotz der guten Leistungen des deutschen Teams eher schwach, sodass eine Fortführung des Eishockey-Angebots im Programm von ARD und ZDF fraglich war. Im Februar 2008 erklärten schließlich die öffentlich-rechtlichen Sender ihren Rückzug aus der Berichterstattung der IIHF Eishockey-Weltmeisterschaften, sodass die Weltmeisterschaft 2008 wieder ausschließlich von Sport1 übertragen wurde, das sich die Rechte bis 2011 gesichert hat.
Die Olympischen Winterspiele 2010 und damit auch das Eishockeyturnier, werden wie zuletzt 2006 bei den öffentlich-rechtlichen Sendern zu sehen sein, die die Übertragungsrechte für umgerechnet 614 Millionen Euro erhalten haben.
Das Wintergame 2019 zwischen den Kölner Haien und der Düsseldorfer EG wurde von über 47.000 Zuschauern besucht, wurde aber im Aktuellen Sportstudio des ZDF am gleichen Abend nicht erwähnt.

### Radio
Verschiedene lokale deutsche Radiosender übertragen die kompletten beziehungsweise Ausschnitte von Spielen der im Sendegebiet beheimateten Teams im Radio oder im Internet-Livestream, so z. B. der baden-württembergische Privatsender Radio Regenbogen die Spiele der Adler Mannheim, sowie der für Krefeld und den Kreis Viersen zuständige Sender Welle Niederrhein die Spiele der Krefeld Pinguine oder das in Düsseldorf ansässige DEG-Fanradio die Spiele der Düsseldorfer EG. In der zweiten Liga werden die Spiele der Lausitzer Füchse zum Teil von Radio WSW live übertragen. In der Oberliga Süd überträgt der Hofer Sender Radio Euroherz die Partien der Selber Wölfe.

### Kunst

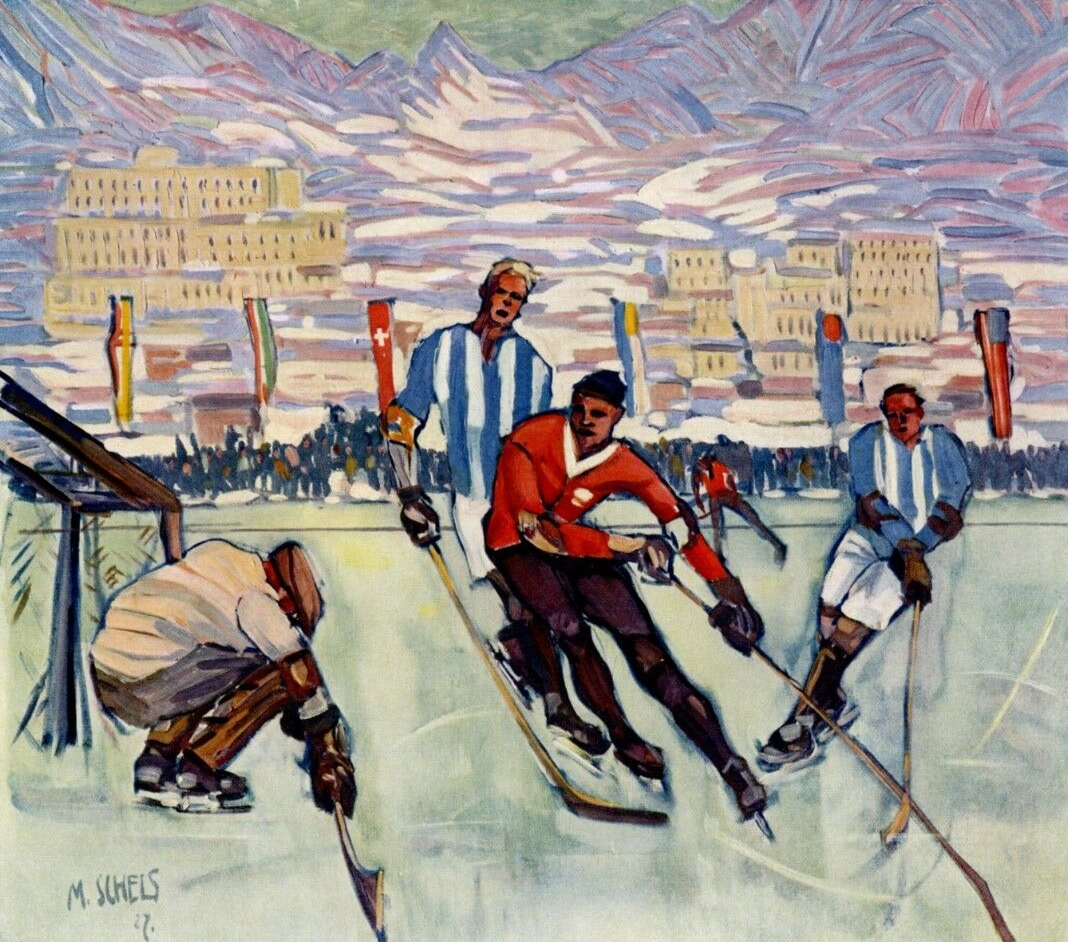
Expressionistisches Gemälde von Maximilian Schels (1927)

Im Umfeld der Berliner Secession wurde auch Eishockey als Sujet entdeckt, deren Katalog 52 zur Frühjahrsausstellung 1927 notiert, dass schon bei Gemälden niederländischer Meister vergangener Jahrhunderte „eine Art Eishockey“ zu sehen ist. Erich Büttner schuf vor 1924 die Radierung „Eishockey“, Mathilde Schulz-Brockmann malte 1927 eine Spielszene im Sportpalast, ebenso Walther Klemm, Fritz Heinsheimer, der Expressionist Ernst Ludwig Kirchner 1934 das Gemälde „Vier Eishockeyspieler“. Von Willi Baumeister sind zwei Werke überliefert, darunter ein Gemälde von 1924. Mit dem Phänomen Sportlichkeit vorzutäuschen beschäftigte sich die Kunstzeitschrift Jugend: „Fotografiert sind wir doch schon, jetzt hat das ganze Eishockey keinen Zweck mehr“ lautet die Bildunterschrift einer Karikatur in Nr. 32 von 1927.
Auch in der sozialdemokratischen Satirezeitschrift Der wahre Jacob aus Berlin taucht Eishockey immer wieder auf, z. B. in Nr. 8 von 1933 in einer Karikatur: Eine Spielszene in der ein Spieler über einen anderen fällt wird von monarchistischen Zuschauern als Unterwürfigkeitsgeste fehlgedeutet.
2001 entwarf Helmut Fischer zwei eishockeyspielende Hummel-Figuren, "Season's best" mit einem Mädchen (2143A) und "Let's take to the ice" mit einem Jungen (2143B). Der Eishockeyspieler Moritz Wirth ist neben seiner Profi-Karriere als Künstler tätig und begründete das künstlerische Projekt "Art on Strings" in dem verschiedene Künstler Wirth-Violinen künstlerisch bearbeiten.

### Briefmarken
Zu Olympischen Winterspielen sowie zu Weltmeisterschaften (sofern sie in Deutschland stattfanden) erschienen Briefmarken von deutschen Postverwaltungen. Die Platzierung meist auf hohe Porto-Wertstufen sorgen jedoch für eine geringe Verbreitung.
Die Briefmarke zur Weltmeisterschaft 1983 (Mi.-Nr. 699) welche in Düsseldorf, Dortmund und München stattfand, wurde von der Bundespost nur in Westberlin verausgabt, und zwar zu 120 Pfennig also weitaus mehr als der Standardbrief. Diese Handhabung gilt bis in die Gegenwart: Bei den Sportmarken 2010 (Mi.-Nr. 2788-2789) zu den Weltmeisterschaften wurde Fußball den Briefporto 55 Cent zugewiesen und Eishockey dem seltenen Großbrief zu 145 Cent, obwohl die Eishockey-WM im Gegensatz zu der des Fußballs in Deutschland stattfand.

### Museen und Archive
Es gibt das Eishockeymuseum Augsburg und puck-das Eishockey Museum in Hemer, welches allerdings dem lokalen Eishockeygeschehen gewidmet ist. Die Darmstadt Dukes pflegen ein historisches Archiv, welches jedoch nicht öffentlich zugänglich ist.